# Ferenczy József (operaénekes)
Ferenczy József, Friedemann, José Ferenczy (Ungvár, 1852. február 2. – Buenos Aires, 1908. július 28.) operaénekes, színigazgató.

## Pályafutása
1874-ben Weimarban kezdte pályáját. Mint színész a bécsi Ring-színházban aratta első nagy sikereit, ahol a Hoffmann meséi címszerepében megnyerte a közönség tetszését. Amikor a színház leégett, megmenekült. 1888-ban Berlinben működött, majd 1889-ben Hamburgban átvette a Karl Schultze-Theater vezetését, azután a berlini Central-Theater igazgatója lett. Vendégszerepelt 1887-ben Szentpéterváron, 1888-ban Amerikában. Felesége Lucie Ferenczy-Verdier operaénekesnő volt.